# 이애주 (1946년)
이애주(李愛珠, 1946년 1월 11일 ~ )는 대한민국의 정치인이다. 제18대 국회의원을 역임했다.

## 학력
- 인천여자고등학교
- 서울대학교 간호학과 졸업
- 이화여자대학교 정책과학대학원 공공정책학 석사

## 경력
- 1969.03 ~ 2003.12: 서울대학교병원 간호부장
- 1977.03 ~ 2003.12: 서울대학교 간호대학 외래교수
- 대한간호협회 이사
- 병원간호사회 이사, 부회장
- 1994: 보건복지부 의료보장개혁위원회 실무위원
- 1999: 국무조정실 보건의료정책 자문위원
- 2002: 한나라당 보건위생분과위원회 부위원장
- 2006.02 ~ 2008.02: 대한간호협회 수석부회장
- 2007.10: 한나라당 선거대책위원회 직능정책본부 보건의료위원회 부위원장
- 2008.05: 여성가족위원회 위원
- 2008.05: 보건복지위원회 위원
- 2008.05 ~ 2012.02: 제18대 국회의원(비례대표/한나라당)
- 2008.06 ~ 2009.06: 한나라당 중앙여성위원회 수석부위원장
- 2008.07 ~ 2012.02: 한나라당 대외협력위원회 부위원장
- 2008.08 ~ 2009.08: 국회 저출산고령화대책특별위원회 간사
- 2009.04 ~ 2009.08: 한나라당 여성일자리특별위원회 위원장
- 2012.01 ~ 2012.02: 한나라당 공직자후보추천위원회 위원
- 2012.02 : 새누리당 공직자후보추천위원회 위원

## 역대 선거 결과
| 실시년도 | 선거   | 대수 | 직책     | 선거구   | 정당     | 득표수      | 득표율          | 순위          | 당락 | 비고 |
| -------- | ------ | ---- | -------- | -------- | -------- | ----------- | --------------- | ------------- | ---- | ---- |
| 2008년   | 총선   | 18대 | 국회의원 | 비례대표 | 한나라당 | 6,421,727표 | \| \| 37.48% \| | 비례대표 17번 |      | 초선 |
|          | 37.48% |      |          |          |          |             |                 |               |      |      |

## 가족 관계
- 배우자: 장덕진 ( ~ 2018년 6월 19일)
  - 아들: 장우석 ( ~ 2024년 2월 7일)